# ALICE (urządzenie)
ALICE (Adiabatic Low-Energy Injection and Capture Experiment) – urządzenie do wytwarzania plazmy działające w latach 60. XX wieku w amerykańskim Lawrence Radiation Laboratory (obecnie Lawrence Livermore National Laboratory). Badano nim możliwość tworzenia i podtrzymywania plazmy poprzez iniekcję wiązki neutralnej w pułapkę magnetyczną.
W urządzeniu tym udało się wytworzyć plazmę o temperaturze 220 mln. °C przez czas około 1 sekundy, o gęstości 108 cząstek/cm³. Plazma o wyższej gęstości nie mogła być uzyskana ze względu na występujące niestabilności wysokiej częstotliwości przy wyższych wartościach. Przyczyny tego zjawiska badano w późniejszych eksperymentach.
Następcami tego urządzenia były eksperymenty Baseball I i Baseball II.